# تئوری موسیقی (کتاب وزیری)
تئوری موسیقی (که در نسخه‌های اولیه موسیقی نظری نام داشت) کتابی است اثرِ موسیقیدان ایرانی، علینقی وزیری. این کتاب نخستین بار در آبان سال ۱۳۱۳ ه‍. خ چاپ و با حمایت وزارت معارف منتشر شد و در سال ۱۳۷۱ توسط «انتشارات صفی‌علیشاه» به چاپ مجدد رسید. از این کتاب به عنوان نخستین کتاب «تئوری موسیقی ایرانی و غربی» در ایران یاد می‌شود.

## تاریخچه

### نگارش
علینقی وزیری در سال ۱۳۰۱ نخستین کتاب خود را با عنوان دستور تار در برلین منتشر نمود. در آن کتاب وزیری مقدماتی دربارهٔ تئوری موسیقی نوشت اما به دلیل مختصر بودن مباحث، تصمیم گرفت کتابی کامل‌تر و متمرکز در این موضوع بنویسد. او در سال ۱۳۱۳ کتاب «موسیقی نظری» که بعدها بیشتر با نام «تئوری موسیقی» شناخته شد، به رشتهٔ تحریر درآورد. این کتاب در چاپ نخست ۴۷۸ صفحه داشت که دارای ۳ بخش و در قطع کوچک و چاپ سنگی با کمک وزارت معارف به چاپ رسید.

### چاپ انتشارات صفی‌علیشاه
انتشارات صفی‌علیشاه در سال ۱۳۷۱ و چند نوبت در سال‌های بعد این کتاب را منتشر نمود. عنوان کتاب «تئوری موسیقی» در ۳۹۳ صفحه (چاپ دوم ۱۳۷۹) و شامل این موارد است: مقدمه، بخش اول با عنوان «تئوری موسیقی راجع به قواعد نت» (شامل ۲۴ درس)، بخش دوم با عنوان «تئوری موسیقی ایرانی» (شامل ۱۷ مبحث) و بخش سوم با عنوان «تئوری موسیقی غربی» (شامل یک مقدمه و ۱۶ گفتار).

## نویسنده
علینقی وزیری (زادهٔ ۱۲۶۶ – درگذشتهٔ ۱۳۵۸) موسیقی‌دان ایرانی و از پیشگامان آهنگسازی برای اجرای موسیقی سنتی ایرانی با ارکستر بود. وی به جهت تأثیرات عمده‌ای که بر موسیقی سنتی ایران گذاشت، از جمله ایجاد روشی برای نت‌نویسی و شیوهٔ تدوین ردیف شهرت دارد. علینقی وزیری در تهران متولد شد. نواختن تار را از ۱۵ سالگی نزد دایی‌اش حسین‌علی‌خان آغاز کرد. در نوجوانی وارد ارتش شد و از همین طریق با موسیقی نظامی آشنایی پیدا کرد. وی به سبب عضویت در انجمن اخوت با درویش‌خان و آقا حسینقلی آشنا شد و به پیشنهاد آقا حسینقلی در مدت یک‌سال‌ونیم ردیف میرزاعبدالله را نزد وی به نُت درآورد که تنها دستگاه چهارگاه آن باقی‌مانده‌است. وزیری در ۳۱ سالگی به مدت ۵ سال در پاریس و برلین، به تحصیل علوم مختلف موسیقی غرب پرداخت. او پس از بازگشت به ایران، در سال ۱۳۰۲ مدرسه عالی موسیقی را تأسیس کرد و به چاپ کتاب‌های متعدد و کنسرت‌ها و ضبط صفحات گرامافون پرداخت. او همچنین به تحقیق در زمینه موسیقی ادامه داد و هیئت علمی دانشگاه تهران پس از مدتی وی را به عنوان استاد کرسی هنر و زیباشناسی به تدریس در دانشگاه مأمور کرد. او پس از شهریور سال ۱۳۲۰ به ریاست اداره موسیقی کشور و مجله موسیقی و اداره رادیو مشغول شد. وزیری نخستین پایه‌گذار موسیقی جدید ایران پس از انقلاب مشروطه است و او را «پدر موسیقی نوین ایران» می‌دانند. علینقی وزیری در ۱۸ شهریور سال ۱۳۵۸، در ۹۲ سالگی درگذشت.

## محتوا
کلنل علینقی وزیری در بخشی از مقدمهٔ این کتاب چنین نوشته‌است: «برای سهل‌نمودن تحصیل تئوری موسیقی، پس از تجربیات زیاد برآن شدیم که کلیهٔ تئوری موسیقی اروپایی و ایرانی را به ترتیبی باید در مقابل احتیاج و فهم شاگرد عرضه نمود که در ضمن عمل بتواند آن را به کار برده و کاملاً در ذهن متمرکز نماید.»
بخش اول (چاپ نخست): این بخش با عنوان «قواعد نوت» به جهت فراگرفتن خط موسیقی و تئوری مقدماتی موسیقی است که شامل ۸۶ صفحه می‌شود.
بخش دوم (چاپ نخست): این بخش با عنوان «آوازشناسی» مباحث تئوری موسیقی ایرانی، در ۱۷۲ صفحه نگاشته شده‌است. مطالب این بخش نخستین بار در کتاب دستور تار آمده‌است اما در این کتاب مطالب مفصل‌تر در مورد دستگاه‌ها، نغمه‌ها و آوازهای ایرانی، با مثال‌ها و نمونه‌ها به تفصیل بیان شده‌است. همچنین کوک‌های مختلفی که در ویولن و تار برای دستگاه و آوازهای مختلف مرسوم است و نیز راه‌های مدگردی (تغییر مایه) در آواز و دستگاه‌ها توضیح داده شده‌است.
بخش سوم (چاپ نخست): این بخش با عنوان «موسیقی نظری مغربی» شامل ۲۲۰ صفحه است. این بخش تکمیل کنندهٔ بخش اول است. در این بخش مباحثی مربوط به آهنگسازی نیز نوشته شده‌است. از جمله: روش ساخت ملودی، کیفیت و چگونگی فواصل نغمگی، جمله‌بندی، آکوردشناسی، مطبوع و نامطبوع، مقدمات هارمونی٫ مدولاسیون و … در پایان مباحث کتاب، پرسش‌ها و تمرین‌های فکری در کلیهٔ مطالب سه بخش یادشده نگاشته شده‌است.

## نقد و تفسیر تئوری موسیقی
مصطفی کمال پورتراب (زادهٔ ۱۳۰۳ – درگذشتهٔ ۱۳۹۵) آهنگساز و تئوریسین سرشناس موسیقی ایران، در سال ۱۳۹۳ کتابی با عنوان «نگاهی نو به تئوری موسیقی ایرانی» منتشر نمود. این کتاب چاپ مجدد بخش «موسیقیِ ایرانیِ» کتاب «تئوری موسیقی» علینقی وزیری، به همراه شرح، تفسیر و ویرایش است. شیوهٔ تدوین «نگاهی نو به تئوری موسیقی ایرانی» بدین صورت است که مباحث کتاب علینقی وزیری به تفکیک فصل‌ها آورده شده و در انتهای هر فصل تحلیل و تفسیر مصطفی کمال پورتراب نوشته شده‌است. پورتراب تفسیرها و توضیحات خود را برای هر فصل به‌طور جداگانه و در مجموع در ۸۰ نکته آورده‌است. او دربارهٔ ضرورت این توضیحات می‌نویسد: «چون اصطلاحات موسیقاییِ آن زمان برای نسل امروز، به راحتی قابل فهم نیست و از طرفی تعریفِ این اصطلاحات خلاصه بوده و گویای کامل حقِ مطلب نبودند، برآن شدم تا با چاپ مجدد بخش ایرانی کتاب «تئوری موسیقی» کاری کنم تا اصطلاحات آن امروزی‌تر و واضح‌تر و تعریف‌ها بر مبنای اصولِ علمی ادبیِ امروزی تدوین شوند.»